# 袁廷檮
袁廷檮（1764年—1809年），字壽階、綬階，號又愷，江蘇蘇州府長洲縣人，清朝藏書家。

## 生平
吳門袁氏六俊袁褧的十世孫。早年為監生，精小學，與王鳴盛、李銳、費士璣、顧廣圻等相切磋。富藏書，“聚書數萬卷，多宋元舊槧及傳鈔秘本”，齋室名“紅蕙山房”、“五硯樓”，與黃丕烈、顧之逵、周錫瓚並稱“藏書四友”，錢大昕稱其為“衣冠人物”。好讀書，不治生產，揮霍成性，後家道中落。嘉慶六年（1801年）春，前往杭州府向浙江巡撫阮元謀職，並開始賣書求現。嘉慶七年（1802年）夏，赴揚州康山草堂，任兩淮鹽務總商江春嗣子江振鴻幕僚。嘉慶十四年（1809年）春，所藏《道藏》諸本賣予阮元，同年夏，到杭州時得痢疾，返家後驟逝。生前藏書散失無存。

## 家族
一兄娶王岡齡女。一女嫁貝墉。